# Centro Universitario de Izabal
El Centro Universitario de Izabal (CUNIZAB) es el campus de la Universidad de San Carlos de Guatemala que se encuentra en el Departamento de Izabal. La Universidad de San Carlos de Guatemala a través del Centro Universitario de Izabal (CUNIZAB), sustenta sus funciones básicas de investigación, docencia, y extensión en el Departamento de Izabal.

## Administración
La administración del Centro Universitario de Izabal, según el artículo 9 del Reglamento General de Centros Universitario de la Universidad de San Carlos de Guatemala, se compone del consejo directivo, el director y el coordinador académico.

## Carreras Universitarias
Actualmente cuenta con las siguientes carreras:

### Nivel Técnico
- Técnico en Administración de Empresas.
- Profesorado de Enseñanza Media en Pedagogía especialidad Computación e Informática
- Técnico en Producción Agrícola (Municipio Morales).

### Nivel Licenciatura
- Licenciatura en Administración de Empresas.
- Licenciatura en Ciencias Jurídicas y Sociales, Abogado y Notario.
- Licenciatura en Contaduría Pública y Auditoría.
- Licenciatura en Psicología
- Licenciatura en Trabajo Social

Colonia San Manuel, Puerto Barrios, Izabal, Guatemala